# Stilbe (Tochter des Peneios)
Stilbe (altgriechisch Στίλβη Stílbē) ist eine Figur der griechischen Mythologie.
Sie ist die Tochter des thessalischen Flussgottes Peneios und der Najade Kreusa und die Schwester des Hypseus. Mit dem Gott Apollon bekam sie die Söhne Lapithes und Kentauros. Als weiterer Sohn wird Aineus, der Vater des Kyzikos, genannt.